# Seznam slovenskih jamarjev
Seznam slovenskih jamarjev in/oz. speleologov ter krasoslovcev.

## A
- Gregor Aljančič
- Marko Aljančič[1]
- Jurij Anđelić - Yeti, od 1967[2][1]
- Robert Anžič

## B
- Franci Bar (1901–1988), od 1924[2][1]
- Marjan Baričič
- Edi Benko
- Igor Benko[1]
- Martina Bergant Marušič - Bina, od 1999[2]
- Martin Berne
- Jure Bevc, od 2017[3]
- Matej Blaško
- Matej Blatnik
- Valter Bohinec (1898,1984), predsednik DZRJL (1954-65, 1966-67), član od 1924[2][4][1]
- Martin Boltes
- Špela Borko, od 2014[2][1] (por. Di Batista)
- Rajko Bračič[1]
- Janko Brajnik
- Claudio Bratos, od 1970[5][6]
- Bogumil Brinšek, od 1911[7]
- Srečko Brodar, od 1924[2][1]
- Jože Broder
- Ludvik Broder
- Tomaž Bukovec
- Simon Burja
- Bogdan Butkovič

## C
- Ivan Nepomuk Cerer?
- Lucijan Cergol (1957–1987) (Italija)
- Josip Cerk, od 1910[2]
- Rosana Cerkvenik
- Matjaž Chvatal
- Pavle Ciglar (1929–2013)
- Jože Coraci

## Č
- Nada Čadež Novak (1920–2009)
- Jana Čarga
- Luka Čeč
- Robert Čeferin - Čefe
- Miha Čekada, nekdanji predsednik JKŽ[1]

## D
- Matic Di Batista - Diba, predsednik DZRJL (2019-), član od 2008[2][4][1]
- Metod Di Batista - Todl, od 1962[2][1]
- Špela Di Batista Borko (prej Špela Borko)
- Anton Ditrich (1852–1909)
- Ivan Dolar, od 1932[2]
- Franc Dolenc
- Leon Drame - Šutko[1]
- Matjaž Drašak - Hanek
- Kazimir Drašlar - Mikec
- Franjo Drole
- Božidar Drovenik
- Matej Dular, od 1998[2]

## E
- Miran Erič - Pac, od 1989[2]
- Marko Erker[1]
- Milan Eržen

## F
- Bojana Fajdiga - Fajdana, od 2003[2]
- Milan Ferran
- Sašo Finžgar
- Anton Fojkar
- Matej Fortunat
- Andrej Fratnik[1]

## G
- Franci Gabrovšek - Franček, od 1987[2][1]
- Ivan Gams, od 1951[2][1]
- Janez Gantar, od 1950[2]
- Sebastjan Gantar
- Peter Gedei[1]
- Stanislav Glažar
- Primož Gnezda
- Rado Gospodarič, od 1959[2][1]
- Petra Gostinčar
- Bojan Grčman
- Tobija Gruber
- Jože Gustinčič[1]
- Jordan Guštin[1]

## H
- France Habe, od 1952[2][1]
- Peter Habič, od 1948[2][1]
- Baltazar Hacquet
- Jovan Hadži (1884-1972), predsednik DZRJL (1929-48), član od 1924[2][4][1]
- Anton Hanke (1840–1891)
- Simon Hiti
- Arne Hodalič, od 1995[2]
- Franc Holcar, Danilo Holcar
- Slavko Hostnik
- Dare Hribar
- France Hribar (speleolog)
- Andrej Hudnik - Hudini
- Andrej Hudoklin
- Ludvik Husu[8]

## I
- Janez Ileršič - Ile, od 1964[2]
- Uroš Ilić (1972 – 2016)[1]

## J
- Jurij Jakofčič - Jaka, od 1970[2][9][1]
- Primož Jakopin - Klok, od 1966[2][1]
- Pavel Jamnik
- Bojan Jereb
- Tine Jereb
- Draško Josipovič
- Jožko Jurečič - Koko (1950-1978), od 1970[2][10]
- Marjan Juvan - Manč, od 1964[2][1]

## K
- Janez Kanoni - Žan, od 1966[2][1]
- Janko Katern (1904–1988)
- Gregor Kebe (1799–1885)
- Roman Kenk, od 1924[2][1]
- Boštjan Kiauta, od 1960[2]
- Bogdan Kladnik
- Stane Klepec
- Franci Kljun
- Drago Korenč[1]
- Zvone Korenčan, od 1964[2]
- Ivan Kos
- Jože Kos, od 1930[2]
- Jožek Košir - Cox[11]
- Jure Košutnik - Ðuro, predsednik DZRJL (2014-19), član od 2005[2][4]
- Peter Kozel
- Tomaž Koželj
- Luka Kralj
- Andrej Kranjc[1]
- Maja Kranjc[1]
- Marko Krašovec, od 1972[2][1]
- Vido Kregar[1]
- Primož Krivic - Krivček (1950–1990), od 1964[2][1]
- Jurij Kunaver, predsednik DZRJL (1965-66), član od 1949[2][4][1]
- Matjaž Kunaver, od 1976[2]
- Pavel Kunaver, od 1910[2][1]
- Uroš Kunaver
- Ivan Kuščer[1]
- Ljudevit Kuščer, od 1937[2]

## L
- Borivoj Ladišić[1]
- Aleš Lajovic[1]
- France Leben, od 1955[2][1]
- Matej Lipar
- Srečko Logar
- Jožef Lorbek - Jošt
- Borut Lozej

## M
- Boris Macarol - Mc
- Grega Maffi
- Franci Malečkar - Arho[1]
- Janko Marinšek
- Uroš Markovič - Ulin
- Miran Marussig, od 1948[2][1]
- Franc Marušič - Lanko, od 1991[2][1]
- Mateja Mazgan Senegačnik
- Maks Merela[1]
- Davor Mesarec
- Ivan Michler (1891–1982), predsednik DZRJL (1949-54), član od 1911[2][4][1]
- Matej Mihailovski, nekdanji predsednik JKŽ[1]
- Klemen Mihalič
- Andrej Mihevc[1]
- Robert Miklavčič
- Samo Milanič
- Ciril Mlinar[1]
- Gašper Modic
- Janez Modrijan - Modrc, od 1964[2]
- Silvo Modrijan
- Jožef Mohorčič
- Samo Morel
- Mitja Mršek[1]
- Janez Mulec

## N
- Janez Nepomuk Nagl (18. stol.)
- Miran Nagode
- Darko Naraglav
- Dušan Novak, od 1950[2][1]
- Jožef (Josef) Novak (1848–1925) (Čeh)
- Tone Novak, od 1962[2]

## O
- Tone Oberstar
- Franc Osole (1920–2000), predsednik DZRJL (1972-81), član od 1948[2][4]

## P
- Tomaž Pahor
- Tone Palčič[1]
- Danijel Papler - Fopa
- Marko Paternu
- Niko Paulič
- Marko Pavlin
- Lea Pavrič
- Kristofer Pečar - Bajsi, od 1975[2]
- Ivan Andrej Perko, od 1911[2][1]
- Josip (Jože) Perme
- Borut Peric
- Matija Perne, od 1995[2]
- Dean Pestator - Pestoter, od 1985[2]
- Janko Petkovšek[1]
- Maks Petrič
- Gregor Pintar, predsednik DZRJL (1990-97), član od 1978[2][4][1]
- Marina Pintar, od 1978[2]
- Jože (Joško) Pirnat - Jozl, od 1963[2][1] (1950-2018)
- Stane Pirnat - Bingelj
- Tomaž Planina (1934-2014), predsednik DZRJL (1967-71, 1984-86), član od 1950[2][4][1]
- Rok Planinc
- Ljubomir Podpac, od 1963[2]
- Milan Podpečan[1]
- Matjaž Pogačnik - Pigi, predsednik DZRJL (2003-07), član od 1992[2][4]
- Slavko Polak (speleobiolog)
- Igor Potočnik - Vepr/Lakotnik[1]
- Anton Praprotnik - Toto, od 1962[2][1]
- Davorin Preisinger, od 1964[2][12]
- Miro Preisinger
- Mitja Prelovšek - Čot, predsednik DZRJL (2011-14), član od 2002[2][4][1]
- Ester Premate
- Primož Presetnik - Pipistrel, predsednik DZRJL (2007-11), član od 2001[2][4][1]
- Joerg Prestor - Čebela, predsednik DZRJL (1986-90), član od 1978[2][4]
- Egon Pretner (1896–1982), od 1934[2][1]
- Marko Pršina
- Matjaž Puc - Tužak (1946Ivan Rudolf (speleolog)2008), predsednik DZRJL (1971-72), član od 1959[2][4][1]
- Viljem Putick, od 1911[2][1]

## R
- Rado Radešček, od 1964[2]
- Silvo Ramšak[1]
- Marjan Raztresen[1]
- Robert Rehar
- Bogomir Remškar - Božo[1]
- Danilo Remškar
- Rosana Rijavec
- Dejan Ristić - Rile
- Daniel Rojšek, od 1971[2][1]
- Jurij Rotovnik
- Ivan Rudolf (1821–po? 1863)
- Mihael Rukše
- Jan Ružička

## S
- Janez Sabolek - Sabla, od 1975[2][1]
- Nejc Sabolek
- Viktor Saksida (1922–2021)
- Stojan Sancin[1]
- Roman Savnik, od 1951[2][1]
- Adolf Schmidl (1802–1863)
- Ivo Sedmak, od 2001[2]
- Albin Seliškar (1896–1973), predsednik DZRJL (1948-49), član od 1925[2][4][1]
- Saša Senica
- Marko Simić, od 1978[2]
- Boris Sket, od 1950[2][1]
- Tadej Slabe
- Rajko Slapnik
- Rado Smerdu (1949–1984), predsednik DZRJL (1981-84), član od 1969[2][4][1]
- Bojan Stanek
- Miha Staut
- Franc Anton Steinberg
- Uroš Stepišnik, od 2001[2][13]
- Rok Stopar[1]
- Aleš Stražar[1]
- Irena Stražar
- Stane Stražar[1]
- Peter Svete
- Jakob Svetina (1807-72)

## Š
- Alenka Gabriela Ščuka
- Maks Šeber (1862–1944)
- Katarina Šeme
- Alfred Šerko (1910–1948), od 1927[2]
- Marjan Šiftar
- Damijan Šinigoj
- Janko Štampar
- Bernard Štiglic[1]
- Franc Štrukelj (1897-1974)
- Tomaž Šuštar - Ikarus, od 1985[2]
- France Šušteršič, od 1963[2][1]

## T
- Alenka Terlep - Lenča, od 1975[2]
- Jure Tičar
- Dušan Tominc - Mašinist, od 2001[2]
- Iztok Trček, nekdanji predsednik JKŽ[1]
- Alojz Troha
- Peter Trontelj, od 1989[2]
- Uroš Tršan (1926–1969) zdravnik, plezalec, jamski reševalec, od 1958[2][1]
- Simona Turk ?

## U
- Rafko Urankar - Cile, predsednik DZRJL (1997-2003), član od 1987[2][4]
- Bogdan Urbar - Dane
- Anton Urbas[1]

## V
- Dimitrij Valantič
- Janez Vajkard Valvasor (1641-1693)[1]
- Milan Velikonja (1950–1993), od 1973[2]
- Nejc Velikonja
- France Velkovrh, od 1953[2]
- Janez Vengar - Giovanni, od 1985[2]
- Janez Vengušt (potapljač)
- Renato Verbovšek - René, od 1966[2][1] (1951-98)
- Dorotea Verša Paić, od 1988[2][1]
- Jože Vilhar
- Marjan Vilhar (1984–2020)
- Matija Vilhar (1899–1962)
- Marko Vogrič, od 1968[2][1]
- Igor Vrhovec[1]
- Tomo Vrhovec (1958–2000)[1]
- Boštjan Vrviščar - Bole, nekdanji predsednik JKŽ[1]
- Den Vrhovnik[1]

## Z
- Maja Zagmajster
- Marjeta Zajc (Horvat) - Tačka, od 1967[2]
- Marko Zakrajšek[1]
- Walter Zakrajšek[1]
- Luka Zalokar
- Matej Zalokar
- Vasja Zaman
- Tomaž Zorman
- Nadja Zupan Hajna

## Ž
- Gregor Žiberna - Tentava[1]
- Jože Žumer